# Millennium Estoril Open 2019 - Qualificazioni singolare
Le qualificazioni del singolare maschile del Millennium Estoril Open 2019 sono state un torneo di tennis preliminare per accedere alla fase finale della manifestazione. I vincitori dell'ultimo turno sono entrati di diritto nel tabellone principale. In caso di ritiro di uno o più giocatori aventi diritto a questi sono subentrati i lucky loser, ossia i giocatori che hanno perso nell'ultimo turno ma che avevano una classifica più alta rispetto agli altri partecipanti che avevano comunque perso nel turno finale.

## Teste di serie
1. Pablo Cuevas (ultimo turno, lucky loser)
2. Daniel Evans (ultimo turno)
3. Elias Ymer (primo turno)
4. Alexei Popyrin (qualificato)

1. Jozef Kovalík (primo turno)
2. Bjorn Fratangelo (primo turno)
3. Egor Gerasimov (primo turno)
4. Pedro Martínez (primo turno)

## Qualificati
1. Salvatore Caruso
2. Alejandro Davidovich Fokina

1. João Domingues
2. Alexei Popyrin

### Lucky loser
1. Pablo Cuevas

1. Filippo Baldi

## Tabellone

### Legenda
| - Q = Qualificato - WC = Wild card - LL = Lucky loser | - ALT = Alternate - SE = Special Exempt - PR = Protected Ranking | - w/o = Walkover - r = Ritirato - d = Squalificato |

### Sezione 1
|  | Primo turno | Primo turno      | Primo turno   | Primo turno | Primo turno |  |  | Ultimo turno | Ultimo turno     | Ultimo turno | Ultimo turno | Ultimo turno |  |
|  |             |                  |               |             |             |  |  |              |                  |              |              |              |  |
|  | 1           | Pablo Cuevas     | Pablo Cuevas  | 6           | 7           |  |  |              |                  |              |              |              |  |
|  |             | Daniel Brands    | Daniel Brands | 1           | 64          |  |  | 1            | Pablo Cuevas     | 4            | 7            | 4            |  |
|  |             | Salvatore Caruso | 6             | 5           | 7           |  |  |              | Salvatore Caruso | 6            | 5            | 6            |  |
|  | 8           | Pedro Martínez   | 3             | 7           | 6           |  |  |              |                  |              |              |              |  |

### Sezione 2
|  | Primo turno | Primo turno                 | Primo turno                 | Primo turno | Primo turno |  |  | Ultimo turno | Ultimo turno                | Ultimo turno | Ultimo turno | Ultimo turno |  |
|  |             |                             |                             |             |             |  |  |              |                             |              |              |              |  |
|  | 2           | Daniel Evans                | Daniel Evans                | 6           | 7           |  |  |              |                             |              |              |              |  |
|  |             | Lorenzo Giustino            | Lorenzo Giustino            | 3           | 5           |  |  | 2            | Daniel Evans                | 6            | 1            | 4            |  |
|  |             | Alejandro Davidovich Fokina | Alejandro Davidovich Fokina | 6           | 6           |  |  |              | Alejandro Davidovich Fokina | 3            | 6            | 6            |  |
|  | 6           | Bjorn Fratangelo            | Bjorn Fratangelo            | 2           | 4           |  |  |              |                             |              |              |              |  |

### Sezione 3
|  | Primo turno | Primo turno    | Primo turno    | Primo turno | Primo turno |  |  | Ultimo turno | Ultimo turno   | Ultimo turno   | Ultimo turno | Ultimo turno |  |
|  |             |                |                |             |             |  |  |              |                |                |              |              |  |
|  | 3           | Elias Ymer     | Elias Ymer     | 3           | 63          |  |  |              |                |                |              |              |  |
|  | WC          | João Domingues | João Domingues | 6           | 7           |  |  | WC           | João Domingues | João Domingues | 6            | 6            |  |
|  |             | Filippo Baldi  | 4              | 6           | 6           |  |  |              | Filippo Baldi  | Filippo Baldi  | 2            | 4            |  |
|  | 5           | Jozef Kovalík  | 6              | 3           | 2           |  |  |              |                |                |              |              |  |

### Sezione 4
|  | Primo turno | Primo turno    | Primo turno    | Primo turno | Primo turno |  |  | Ultimo turno | Ultimo turno   | Ultimo turno | Ultimo turno | Ultimo turno |  |
|  |             |                |                |             |             |  |  |              |                |              |              |              |  |
|  | 4           | Alexei Popyrin | Alexei Popyrin | 7           | 7           |  |  |              |                |              |              |              |  |
|  | WC          | Gastão Elias   | Gastão Elias   | 5           | 65          |  |  | 4            | Alexei Popyrin | 2            | 6            | 6            |  |
|  |             | Simone Bolelli | Simone Bolelli | 6           | 7           |  |  |              | Simone Bolelli | 6            | 3            | 4            |  |
|  | 7           | Egor Gerasimov | Egor Gerasimov | 2           | 6(0)        |  |  |              |                |              |              |              |  |